# 鈴木春祥
鈴木 春祥（すずき はるよし、1943年1月1日 - ）は高校野球指導者。中越高等学校硬式野球部監督を務めた。

## 経歴
- 新潟県岩船郡荒川町（現村上市）生まれ。子供時代から野球に親しみ、高校は山形県の小国高に越境進学するが、当時の小国高には硬式野球部がなく、軟式野球部で投手を務める。順天堂大学では硬式野球部に所属するが、チームが東都大学野球連盟の下部リーグと振るわなかったが、ここでも投手として活躍する。卒業と同時に新潟県長岡市にある中越高に赴任、野球部監督に就任する。
- 当時の新潟県の高校野球界は、新潟商・長岡商・糸魚川商工などの公立高校が圧倒的に強かったが、翌年には早くも夏の県大会を制した。しかし、この時は全国大会の最後の関門として富山県勢との北越大会があり、中越はそこで敗退して全国大会の出場を逃した。その翌年にも就任と同時に入学してきた今井雄太郎（阪急・オリックス→ダイエー）を擁して夏の県大会を制したが、またしても北越大会で敗退した。その後も新潟大会ではたびたび上位進出を果たした。
- 就任から13年後の1978年の夏の新潟県大会で優勝し、ようやく全国大会への出場を勝ち取った。これは新潟県の私学として初めての甲子園出場だった。その夏の甲子園では初戦で広島工に0-2と敗退したが、守りの野球で野球王国の代表を苦しめた。その後も県内屈指の強豪として強さを発揮し、1983年、1985年、1986年、1988年と夏の甲子園に出場した。しかし、そのいずれもが初戦敗退と、苦しい時代が続いた。
- 待望の全国大会初勝利をあげたのが1994年夏。速球が武器の好投手・穐谷正人を擁して、8月12日の1回戦で香川県の坂出商に2-1と勝利する。出場6回目、監督就任から30年目の初勝利を上げて、勝利監督インタビューで「長かったです」と語った後、号泣したことが大きな話題になった。次戦（8月16日）の埼玉県代表・浦和学院は優勝候補に挙げられる強豪だったが、穐谷投手が木塚敦志（明大→横浜）に投げ勝ち、1-0で9回サヨナラ勝ちという金星を挙げ、3回戦まで進出した。浦和学院戦での勝利後のコメントは「甲子園で1勝を挙げるのに30年を要し、2勝目はその3日後だった」という含蓄のあるものだった。ただ、実際には4日後であり、鈴木の勘違いだった。
- その後は1996年夏にも全国大会に出場したが、2002年に脳梗塞を発症。懸命のリハビリでその年の夏の県大会でも采配を振ったが準決勝で敗退し、監督を辞任した。

## 備考
- 7回に及ぶ夏の甲子園出場回数は、2012年現在における新潟県の夏の甲子園最多出場回数である。その一方で、春の選抜大会出場は1度もない。鈴木自身も春の出場がないことは「唯一の心残りである」と述べている。
- 著書に、監督時代の指導や試合のことを綴った『甲子園に賭ける』（新潟日報事業社）がある。また、監督時代のライバルだった安田辰昭（故人、小千谷監督・新発田農監督など歴任）が、鈴木の高校野球への情熱を綴った『雪深し』（ベースボールマガジン社）を著している。
- 38年間にわたり監督を務めた中越高には、鈴木の業績を記念して『鈴木ブルペン』と名付けられた投球練習場がつくられた。
- 息子の鈴木春樹も高校野球監督で、2003年春に柏崎、2008年夏に新潟県央工の監督として甲子園に出場している。

## 参考
- 第76回全国高等学校野球選手権大会